# エミール・ペサール

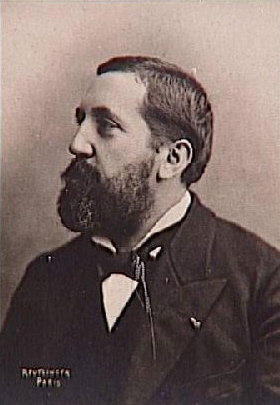
エミール・ペサール（1880年頃）

エミール・ルイ・フォルトゥネ・ペサール（フランス語: Émile Louis Fortuné Pessard, 1843年5月29日 - 1917年2月10日）はフランスの作曲家。

## 生涯
パリに生まれる。パリ国立高等音楽院で学び、和声でプルミエ・プリを獲得した。 1867年2月21日、パリのオペラ座で演奏されたカンタータ『ダリラ』でローマ賞を受賞した。1881年にパリ音楽院で和声科の教授に就任した。
指導した学生には、モーリス・ラヴェル、ジャック・イベール、ギヨーム・モラール、アルベール・セイツ、ジュスタン・エリらがいた。 1895年以降、評論家とディレクターを務め、多くのコミックオペラやオペレッタ、ミサを作曲した。